# Discoelius manchurianus
Discoelius manchurianus är en stekelart som beskrevs av Yas. 1934. Discoelius manchurianus ingår i släktet tapetserargetingar, och familjen Eumenidae. Inga underarter finns listade i Catalogue of Life.